# 強尼·艾薩克森
約翰·哈迪·「強尼」·艾薩克森（英語：John Hardy "Johnny" Isakson；1944年12月28日—2021年12月19日），是一位美國共和黨政治人物，曾任佐治亚州聯邦參議員、佐治亚州聯邦眾議員及佐治亞州眾議院議員。
艾薩克森在亚特兰大出生，曾於1966年到1972年期間在空軍國民警衛隊服役，後畢業於喬治亞大學。他開了一家北區物業房地產公司和擔任公司總裁共22年。1974年他競選佐治亞州眾議院議員但失敗，兩年後（1976年）他捲土重來，終成功當選州眾議員。

## 外部連結
- 強尼·艾薩克森 （页面存档备份，存于）參議院官方網站
- 強尼·艾薩克森官方網站 （页面存档备份，存于）
- 中的“強尼·艾薩克森”
- Background and collected news at The Washington Post
- 美國國會國家人物傳記大辭典中的傳記
- 由華盛頓郵報維護的投票記錄
- 智慧投票计划中的傳記、投票紀錄及利益集團評級
- Congressional profile at GovTrack
- Congressional profile at OpenCongress
- Issue positions and quotes at On the Issues
- Financial information at OpenSecrets.org
- Staff salaries, trips and personal finance at LegiStorm.com
- 聯邦選舉委員會中的競選財務報告和數據
- Appearances on C-SPAN programs
- 網路電影資料庫上的亮相頁面
- Collected news and commentary at The New York Times
- Works by or about 強尼·艾薩克森 in libraries (WorldCat catalog)
- Profile at Ballotpedia

| 政党职务               | 政党职务                                                                               | 政党职务                 |
| ---------------------- | -------------------------------------------------------------------------------------- | ------------------------ |
| 前任者： 蓋伊·戴維斯   | 佐治亞州州長共和黨被提名人 1990年                                                      | 繼任者： 蓋伊·米爾納     |
| 前任者： 麥克·馬丁利   | 美國參議員喬治亞州共和黨被提名人 （第3類） 2004年、2010年、2016年                      | 繼任者： Kelly Loeffler  |
| 美国众议院             |                                                                                        |                          |
| 前任者： 紐特·金里奇   | 喬治亞州第六國會選區 眾議院議員 1999年－2005年                                         | 繼任者： 湯姆·普賴斯     |
| 美国参议院             |                                                                                        |                          |
| 前任者： Zell Miller   | 佐治亚州联邦参议员 2005年1月3日－2019年12月31日 與薩克斯比·錢布利斯、大衛·珀杜同時在任 | 繼任者： Kelly Loeffler  |
| 前任者： 伯尼·桑德斯   | 美國參議院退伍軍人事務委員會主席 2015年1月3日－2019年12月31日                          | 繼任者： 傑里·莫蘭       |
| 前任者： 芭芭拉·柏克瑟 | 美國參議院道德委員會主席 2015年1月3日－2019年12月19日                                  | 繼任者： 詹姆斯·蘭克福德 |